# District d'Anantapur
Le district d'Anantapur (télougou : అనంతపురం జిల్లా) est le district le plus à l'Ouest et le plus grand de l'État de l'Andhra Pradesh, en Inde. Son chef lieu se nomme également Anantapur.